# Fritz Landertinger
Friedrich C. Landertinger, detto Fritz (Krems an der Donau, 26 febbraio 1914 – Šlissel'burg, 18 gennaio 1943), è stato un canoista austriaco.

## Palmarès
Olimpiadi
- 1 medaglia:
  - 1 argento (Berlino 1936 nel K1 10000 m)